# Рощинский сельсовет (Башкортостан)
Ро́щинский сельсове́т — муниципальное образование в Стерлитамакском районе Башкортостана.
Административный центр — село Рощинский.

## История
Согласно Закону о границах, статусе и административных центрах муниципальных образований в Республике Башкортостан имеет статус сельского поселения.

## Население
| 2002  | 2009  | 2010  | 2012  | 2013  | 2014  | 2016  |
| ----- | ----- | ----- | ----- | ----- | ----- | ----- |
| 1757  | ↗1990 | ↘1957 | ↗1982 | ↗1998 | ↘1989 | ↗2010 |
| 2017  | 2018  |       |       |       |       |       |
| ↘1995 | ↘1989 |       |       |       |       |       |

## Географическое положение
Сельсовет расположен на севере Стерлитамакского района.

## Состав сельского поселения
| № | Населённый пункт | Тип населённого пункта       | Население |
| - | ---------------- | ---------------------------- | --------- |
| 1 | Рощинский        | село, административный центр | ↘1995     |